# 專業化
專業化（英文：Professionalization）是就專業的程度而言，是一個動態的，也是一個歷程的概念。當某職業的從業人員，其要勝任該工作所需要具備的特定知識與技能越高，而且只有少數經過嚴格篩選的人才能獲得此項工作時，則該職業的專業化程度越高。
不完全專業化的職業有時被稱為半職業。對職業化的批評認為，由不正當激勵（本質上是行會消極方面的現代類比）驅動的過度熱心的版本是一種憑證主義。